# Mesoceration granulovestum
Mesoceration granulovestum är en skalbaggsart som beskrevs av Perkins 2008. Mesoceration granulovestum ingår i släktet Mesoceration och familjen vattenbrynsbaggar. Inga underarter finns listade i Catalogue of Life.